# Bầu cử tổng thống Đài Loan 2020
Cuộc bầu cử tổng thống và phó tổng thống lần thứ 15 của Trung Hoa Dân Quốc được tổ chức tại Đài Loan vào thứ bảy ngày 11 tháng 1 năm 2020. Quá trình bầu cử sơ bộ và đề cử ứng cử viên tổng thống được tổ chức vào cuối năm 2019.
Kết quả bầu cử, tổng thống đương nhiệm Thái Anh Văn của Đảng Dân chủ tiến bộ (DPP) tái đắc cử với 57.1% số phiếu, đánh bại thị trưởng Cao Hùng là Hàn Quốc Du đại diện cho Quốc dân Đảng (KMT). Bà sẽ làm lễ nhậm chức kỳ thứ 2 vào ngày 20 tháng 5 năm 2020.
Chiến dịch tranh cử tổng thống chịu ảnh hưởng lớn từ cuộc biểu tình ở Hồng Kông diễn ra cùng lúc trong năm 2019. Các động thái của Trung Quốc trong tình trạng bạo lực leo thang ở Hồng Kông (Trung Quốc) đã tác động mạnh đến dư luận Đài Loan và vô tình tạo điều kiện cho bà Thái và Đảng DPP chiến thắng với lập trường ủng hộ phong trào độc lập cho Đài Loan.
Cuộc bầu cử có đến 74,9% cử tri đi bỏ phiếu, lớn nhất trong toàn bộ các cuộc bầu cử toàn quốc kể từ năm 2008. Bà Thái Anh Văn dành số phiếu kỷ lục 8,17 triệu phiếu, tương đương 57,1% tổng số phiếu, lớn nhất trong lịch sử tranh cử tổng thống của Đảng DPP.

## Điều kiện tranh cử
Từ năm 2000 đến nay, Đảng Dân Tiến đã thắng ba lần trong cuộc bầu cử tổng thống, Quốc Dân Đảng hai lần. Còn Quốc hội thường do các phe chủ trương "một Trung Quốc" kiểm soát, cho đến năm 2016, lần đầu tiên Dân Tiến giành được cả ngôi vị tổng thống lẫn đa số trong Quốc hội.
Các ứng cử viên tổng thống và phó tổng thống được bầu theo liên danh, sử dụng hệ thống đầu phiếu đa số tương đối. Đây là cuộc bầu cử trực tiếp cho chức tổng thống và phó tổng thống lần thứ bảy, các tổng thống trước đây đã được bầu chọn gián tiếp qua Quốc hội cho đến năm 1996.
Theo Điều 22 của Đạo luật Bầu cử và Bãi nhiệm Tổng thống và Phó Tổng thống, Đảng dân chủ tiến bộ (DPP), Kuomintang (còn gọi là Quốc dân Đảng, viết tắt là KMT), Đảng quyền lực mới (NPP) và Đảng Thân Dân (PFP), đã nhận được hơn năm phần trăm tổng số phiếu bầu trong cuộc bầu cử mới nhất ở bất kỳ cấp nào, đủ điều kiện để tranh cử chức Tổng thống và Phó Tổng thống, đăng ký với Ủy ban bầu cử trung ương, được đệ trình theo cách giới thiệu của Đảng chính trị, một lá thư giới thiệu được đóng dấu con dấu của Đảng chính trị do Bộ Nội vụ cấp sẽ được nộp cùng với đơn. Theo Điều 23, các ứng cử viên độc lập và các Đảng nhỏ hơn cũng đủ điều kiện để tranh cử, đăng ký làm ứng cử viên Tổng thống và Phó Tổng thống bằng cách ký tên chung, trong vòng năm ngày sau khi thông báo bầu cử được đưa ra, nộp cho cho Ủy ban Bầu cử Trung ương với danh sách những người ký tên chung và với 1,5% tổng số cử tri trong cuộc bầu cử Ủy viên Lập pháp mới nhất và trả khoản tiền thế chân 1.000.000 NT$.
Theo hiến pháp, Tổng thống đương nhiệm Thái Anh Văn và Phó Tổng thống Trần Kiến Nhân, những người sẽ hoàn thành nhiệm kỳ đầu tiên, có đủ điều kiện để tái cử. Ông Nhân tuyên bố vào tháng 3 năm 2019 rằng ông sẽ không ra tranh cử nhiệm kỳ thứ hai với tư cách là phó tổng thống.

## Bối cảnh

### Đảng đương nhiệm
Bà Thái Anh Văn và Đảng Dân chủ tiến bộ (DPP) chịu thất bại nặng nề sau cuộc bầu cử địa phương năm 2018 do bất mãn lan rộng từ hàng loạt chính sách quốc nội, bao gồm việc cải cách lương hưu, hợp pháp hóa hôn nhân đồng tính, ô nhiễm môi trường, và cải cách luật lao động. Trước thềm bầu cử, nội bộ của bà Thái Anh Văn bị dính líu đến một đường dây buôn lậu thuốc lá, vụ bê bối này còn liên quan đến những nhân vật quan trọng trong hàng ngũ quản trị của hãng hàng không quốc gia China Airlines và cục an ninh quốc gia Đài Loan. Ảnh hưởng từ vụ bê bối, nội bộ lục đục, và việc nhận được kết quả thấp trong các cuộc khảo sát khiến triển vọng tái đắc cử của bà Thái Anh Văn trở nên xấu đi.

### Tác động từ biểu tình ở Hồng Kông
Cục diện của chiến dịch tranh cử bị xoay chiều khi chuỗi sự kiện biểu tình phản đối dự luật dẫn độ ở Hồng Kông nổ ra vào tháng 3 năm 2019. Nguyên nhân cuộc biểu tình đến từ một vụ án mạng diễn ra ở Đài Bắc vào năm 2018, trong đó cả thủ phạm lẫn nạn nhân đều là người Hồng Kông dẫn đến nhiều bất cập về việc nước nào có thẩm quyền dẫn độ và truy tố tội phạm. Vốn dĩ Đảng DPP của bà Thái mang lập trường ủng hộ độc lập cho Đài Loan, nên khi cuộc biểu tình nóng lên vào nửa cuối năm 2019, bà Thái nhanh tay nắm lấy thời cơ và bắt đầu tô vẽ rằng tình hình ở Hồng Kông là hệ quả của việc Bắc Kinh bành trướng quyền hành của mình lên các lãnh thổ tự trị.
Tháng 1 năm 2019, lãnh đạo tối cao của Đảng Cộng sản Trung Quốc là Tập Cận Bình đã tuyên bố Đài Loan "phải và sẽ" hợp nhất với Trung Quốc trên cơ sở một quốc gia hai thể chế tương tự Hồng Kông. Thêm vào đó, trong suốt năm 2019 một số quốc gia vốn có quan hệ ngoại giao với Đài Loan đã cắt đứt quan hệ để ủng hộ Trung Quốc. Bà Thái tuyên bố rằng Đài Loan "sẽ không bao giờ chấp nhận chế độ một quốc gia hai thể chế" và rằng "Hồng Kông hôm nay có thể là Đài Loan ngày mai". Quan điểm cứng rắng của Thái Anh Văn đã đưa bà đến chiến thắng ngoạn mục trong hoàn cảnh Đảng mình đang đi xuống.

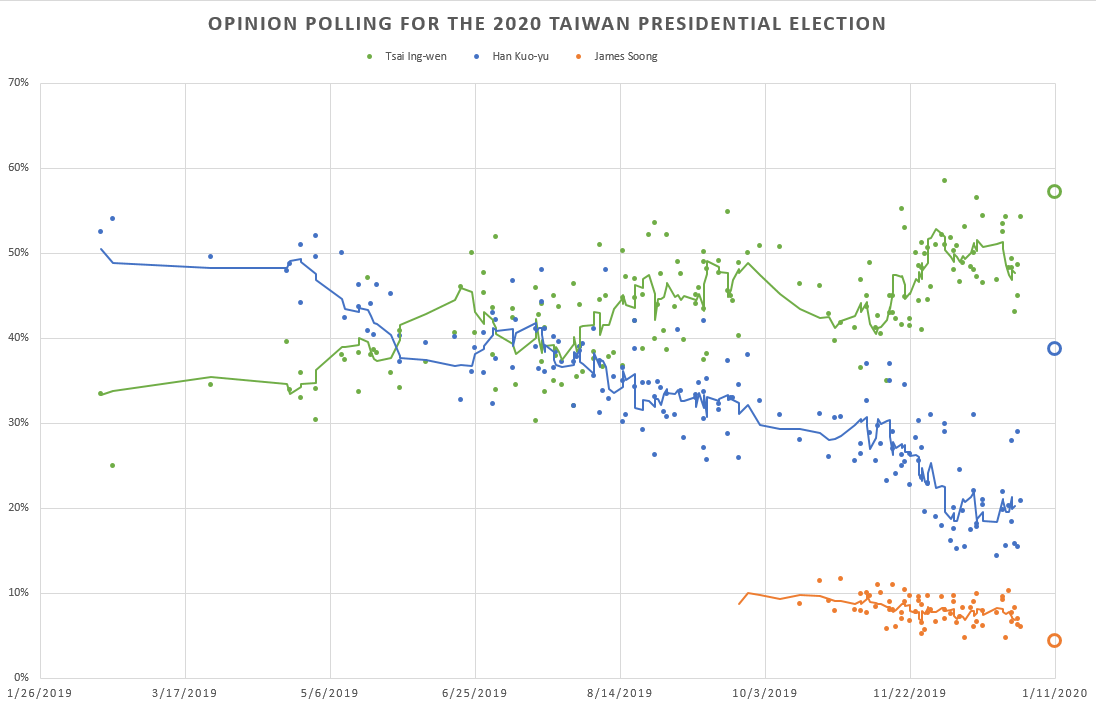
Kết quả khảo sát dư luận Đài Loan từ tháng 1 đến tháng 12 năm 2019. Lưu ý, trục hoành khi theo thứ tự tháng/ngày/năm.
Màu xanh lá cây: Thái Anh Văn
Màu xanh dương: Hàn Quốc Du
Màu cam: Tống Sở Du

## Đề cử

### Đảng Dân chủ tiến bộ
Cơ hội tái đắc cử của Tổng thống đương nhiệm Thái Anh Văn đã bị giáng một đòn mạnh sau thất bại lớn của Đảng Dân chủ trong cuộc bầu cử địa phương 2018, nơi DPP mất bảy trong số 13 thành phố và các quận mà Đảng này đã giữ chức trước đó. Tỷ lệ phiếu bầu của DPP cũng giảm từ 56 xuống 39% kể từ cuộc bầu cử tổng thống năm 2016. Bà Văn từ chức chủ tịch Đảng sau khi thất bại. Tuy nhiên, bà tiếp tục nhận tỷ lệ thấp trong các cuộc thăm dò đồng thời cho thấy hầu hết người Đài Loan ủng hộ Thủ tướng Lại Thanh Đức trong cuộc bầu cử năm 2020, người đã từ chức thủ tướng vì thất bại trong cuộc bầu cử vào tháng 1 năm 2019.
Vào ngày 19 tháng 2 năm 2019, Thái Anh Văn đã nói với CNN trong một cuộc phỏng vấn rằng bà sẽ ra tranh cử lại, mặc dù phải đối mặt với các kêu gọi từ các thành viên cấp cao của Đảng mình là không nên tái cử.
Vào ngày 18 tháng 3, Lại Thanh Đức đã đăng ký trong cuộc bầu cử ứng cử viên tổng thống của Đảng, nói rằng ông có thể gánh vác trách nhiệm lãnh đạo Đài Loan trong việc tự bảo vệ nước mình khỏi bị Trung Quốc thôn tính. Đây là lần đầu tiên trong lịch sử, có một thách thức chính nghiêm trọng đối với một tổng thống đương nhiệm.
Tuy nhiên bà Văn được DPP đề cử vào ngày 19 tháng 6 năm 2019. Bà và Lại Thanh Đức cùng nhau tranh cử dưới liên danh Đảng DPP, trong đó bà Thái tranh cử chức tổng thống và ông Lại tranh cử chức phó tổng thống, chính thức đăng ký vào ngày 17 tháng 11 năm 2019.

#### Đề cử
| Liên danh Dân chủ Tiến bộ 2020                |                                          |
| Thái Anh Văn                                  | Lại Thanh Đức                            |
| chức tổng thống                               | chức phó tổng thống                      |
|                                               |                                          |
| Tổng thống Trung Hoa Dân Quốc (2016-hiện tại) | Thủ tướng Trung Hoa Dân Quốc (2017-2019) |

### Quốc dân Đảng
Vào ngày 15 tháng 7, Hàn Quốc Du được tuyên bố là đã giành chiến thắng trong cuộc bầu cử sơ bộ Đảng trong một cuộc họp báo của Phó Chủ tịch Quốc dân Đảng Tăng Vĩnh Quyền. Vào ngày 11 tháng 11, Trương Thiện Chính ứng cử viên độc lập đã tham gia liên danh Quốc dân Đảng với tư cách là ứng cử viên phó tổng thống. Liên danh Quốc dân Đảng đã hoàn tất đăng ký cho cuộc bầu cử vào ngày 18 tháng 11 năm 2019.

#### Đề cử
| Liên danh Kuomintang 2020             |                                     |
| Hàn Quốc Du                           | Trương Thiện Chính                  |
| chức tổng thống                       | chức phó tổng thống                 |
|                                       |                                     |
| Thị trưởng Cao Hùng (2018 - Hiện tại) | Thủ tướng Trung Hoa Dân Quốc (2016) |

### Đảng Thân Dân
Vào ngày 13 tháng 11 năm 2019, Tống Sở Du, chủ tịch của Đảng Thân Dân tuyên bố ra tranh cử lần thứ tư chức vụ tổng thống, cùng với ứng cử viên độc lập và là cựu chủ tịch của Tập đoàn United Communications, Sandra Yu (Hán-Việt: Dư Tương).

#### Đề cử
| Liên danh Đảng Thân Dân 2020    |                                                     |
| Tống Sở Du                      | Dư Tương                                            |
| cho tổng thống                  | cho phó tổng thống                                  |
|                                 |                                                     |
| Thống đốc Đài Loan (1994 -1998) | Chủ tịch Tập đoàn United Communications (2009-2018) |

## Triển vọng
- Pierre Haski trên L'Obs nhận xét[5]: 
  - Năm 2018, Đảng Dân Tiến của bà Thái Anh Văn đã thất bại trong cuộc bầu cử địa phương, khiến cơ hội tái đắc cử nhiệm kỳ thứ hai trở nên mong manh. Nhưng đến tháng Giêng 2019, Tập Cận Bình có bài phát biểu đầy hung hăng, chỉ cho người dân Đài Loan chọn một trong hai con đường. Hoặc thống nhất hòa bình theo quy chế « Một đất nước, hai chế độ » theo kiểu Hồng Kông, hoặc bằng vũ lực ! Sau bài diễn văn này, tỉ lệ ủng hộ bà Thái Anh Văn tăng trở lại.
  - Cuộc bầu cử tổng thống Đài Loan sẽ củng cố thêm sự gắn bó của người dân với nền dân chủ của mình, và các cuộc thăm dò cho thấy chỉ có 10% dân Đài Loan muốn thống nhất với « mẫu quốc ». Đó là dấu hiệu thất bại của quyền lực mềm Trung Quốc, và là thông điệp của những lá phiếu ngày 11/1 tới tại Đài Loan.
- The Economist nhận định[5]:
  - Việc bà Thái ủng hộ người biểu tình Hồng Kông có thể làm tăng cơ may thắng cử, bên cạnh đó sự kiện Mỹ nói không với công nghệ Trung Quốc cũng mang lại thế mạnh cho bà. Các tập đoàn công nghệ Đài Loan không muốn gánh lấy rủi ro bị mất thị trường phương Tây nếu đứng về phía Bắc Kinh. Một số còn dịch chuyển sản xuất từ Hoa lục sang các nước Đông Nam Á hoặc về Đài Loan. Ít gắn bó với Trung Quốc, họ sẽ quan tâm đến Dân Tiến hơn.
  - Đối thủ chính của bà Thái Anh Văn là Hàn Quốc Du (Han Kuo Yu), thị trưởng Cao Hùng; nhưng cơ hội của ông này bị giảm sút từ tháng 11/2019 khi một chính khách thân Trung Quốc khác là Tống Sở Du (James Soong), chủ tịch Đảng Thân Dân ra tranh cử, có thể chia bớt phiếu của ông.

## Phản ứng hậu bầu cử

### Trung Quốc
- Bộ Ngoại giao Trung Quốc phản đối sau khi Bộ Ngoại giao Mỹ, Anh, Nhật Bản và Singapore gởi thư chúc mừng bà Thái cùng Đảng Dân chủ tiến bộ của bà: "Chúng tôi thực sự thất vọng và phản đối mạnh mẽ các hành động như vậy. Trung Quốc kiên quyết phản đối chuyện trao đổi văn bản chính thức giữa Đài Loan và các nước đã thiết lập quan hệ chính thức với Trung Quốc".[20]
- Theo hãng thông tấn AFP, truyền thông nhà nước Trung Quốc đã nỗ lực hạ uy tín và ảnh hưởng của bà Thái sau bầu cử. Tân Hoa xã cáo buộc bà Thái và Đảng của bà sử dụng "các trò bẩn" để giành chiến thắng, bao gồm cả việc mua phiếu.[20]